# Schitul Băneștii Noi
Schitul Băneștii Noi este un schit de călugări din Republica Moldova.